# Lycaena aricia
Lycaena aricia är en fjärilsart som beskrevs av Grum-grshimailo 1902. Lycaena aricia ingår i släktet Lycaena och familjen juvelvingar. Inga underarter finns listade i Catalogue of Life.